# 캐논레이크
캐논레이크(Cannonlake) 스카이레이크의 10 nm 다이 시링크의 인텔 코드 명으로, 2018년에 5월 출시되었다. 캐논레이크는 인텔 틱-톡 전략에서 반도체 제작의 다음 단계인 '틱'에 해당된다. 캐논레이크는 '유니온 포인트'로 알려진 인텔 '200 계열' 칩셋과 함께 사용되며, 전체 플랫폼은 '유니온 베이'로 명명된다.
오랜 기간 동안 더 작은 프로세스 노드에 도달하는 것은 불가능할 것이고, 무어의 법칙은 끝날 것으로 추측했었다. 어쨌거나, 인텔은 실리콘이 아닌, 예를 들면 인듐갈륨비소(InGaAs)와 같은 다른 물질을 필요로 하더라도 최소한 7 nm 까지는 도달할 수 있으리라 믿고 있다.
캐논레이크 마이크로아키텍처의 후속은 아이스레이크와 타이거레이크가 된다. '인텔 틱-톡'전략은 'P-A-O'전략으로 수정되었다. 캐논레이크는 P(제조공정, 10nm)에 해당하는 프로세서이다.

## 특징
- 300 계열 칩셋 (유니온 포인트)
- 95 W (LGA 1151) 까지의 열 설계 전력 (TDP)
- 인텔 3D X포인트 기술 지원

## 같이 보기
- 인텔 CPU 마이크로아키텍처 목록